# 백록서원
백록서원은 충청북도 청주시 흥덕구에 있다. 2015년 4월 17일 청주시의 향토유적 제96호로 지정되었다.

## 개요
1710년 남강 권상의 위패를 봉안하기 위해 세운 서원이다.